# Untersuchung des Mechanismus von Zerfallsreaktionen mit einfachem Bindungsbruch und Berechnung ihrer Geschwindigkeitskonstanten auf der Grundlage quantenchemischer und statistischer Methoden

Titelblatt der Dissertation von Angela Merkel

Untersuchung des Mechanismus von Zerfallsreaktionen mit einfachem Bindungsbruch und Berechnung ihrer Geschwindigkeitskonstanten auf der Grundlage quantenchemischer und statistischer Methoden ist der Titel der Dissertation zur Erlangung des akademischen Grades Doktor eines Wissenschaftszweiges (Dr. rer. nat.), die die spätere deutsche Bundeskanzlerin Angela Merkel 1986 bei der Akademie der Wissenschaften der DDR einreichte.

## Hintergrund
Merkels Dissertation entstand am Zentralinstitut für Physikalische Chemie (ZIPC) der Akademie der Wissenschaften der DDR in Berlin-Adlershof, an dem sie – wie ihr Mann Ulrich Merkel – von 1978 an arbeitete und forschte. Das Thema der Arbeit schlug ihr Doktorvater Lutz Zülicke, Leiter der Abteilung Theoretische Chemie am ZIPC, vor.
Während der Arbeit an der Untersuchung nutzte Merkel die Gelegenheit, einige der Berechnungen auf dem IBM-Großrechner der Tschechoslowakischen Akademie der Wissenschaften in Prag durchzuführen, den es in der DDR damals nicht gab.
Am 8. Januar 1986 reichte sie ihre Dissertation ein. Sie wurde mit der Note „sehr gut“ (magna cum laude) bewertet.
Nach der damaligen Promotionsordnung mussten alle Doktoranden dem Antrag auf Promotion einen Nachweis beifügen, dass die während des Studiums erworbenen Kenntnisse des Marxismus-Leninismus wesentlich vertieft und erweitert worden waren. Merkel fertigte zum Nachweis eine schriftliche Arbeit mit dem Titel „Was ist sozialistische Lebensweise?“ an. Ihr Ideologie-Professor Joachim Rittershaus bewertete die Arbeit mit „genügend“ (rite).
Nach dem Eintritt in die bundesdeutsche Politik untersagte Merkel Einblicke in die Promotionsakte. Aufgrund einer Klage des Magazins Der Spiegel auf Aktenauskunft vor dem Verwaltungsgericht Berlin gab die Berlin-Brandenburgische Akademie die entsprechenden Informationen heraus.

## Inhalt
In ihrer Arbeit „widmet Merkel sich dem Mechanismus von Zerfallsreaktionen, die bei der Abfallentsorgung ohne Luftzufuhr (Thermolyse, Pyrolyse) auftreten.“ Sie befasst sich mit dem Methylradikal CH3.

## Rezensionen
Ulrich Schnabel rezensierte im Juli 2005 die Arbeit für die Wochenzeitung Die Zeit. Er stellt heraus, dass Merkel in ihrer Arbeit einen mathematischen Formelapparat entwickelt habe, der „eine tiefergehende wissenschaftliche Durchdringung der ablaufenden Prozesse“ erlaubt. Er konstatiert die Beherrschung des Handwerkszeugs theoretischer Physiker ohne rhetorische Eleganz. Vor allem im ersten Teil, in dem sie die Theorie des Übergangszustandes und andere quantenchemische Grundlagen abhandelt, überzeuge die Arbeit.
Wolfgang Domcke, Professor für Theoretische Chemie an der TU München, urteilte 2005 in der Süddeutschen Zeitung, die Arbeit sei „keine wissenschaftliche Revolution“, aber außerordentlich „substanziell, sorgfältig bearbeitet und fehlerfrei“. Aus seiner Sicht eine „glatte Eins“. Die Bibliografie enthalte eine vollständige Liste der seinerzeit relevanten Literatur zum Thema, auch Arbeiten aus westdeutschen Instituten.

## Weblink
- Untersuchung des Mechanismus von Zerfallsreaktionen mit einfachem Bindungsbruch und Berechnung ihrer Geschwindigkeitskonstanten auf der Grundlage quantenchemischer und statistischer Methoden (Memento vom 29. Mai 2017 im Internet Archive)